# IGS Remagen
Die Integrierte Gesamtschule Remagen (kurz IGS Remagen) wurde im Jahr 2013 als 55. Integrierte Gesamtschule im Land Rheinland-Pfalz gegründet. Bis heute ist es die einzige Schule dieser Schulart im Landkreis Ahrweiler. Sie führt in neun Jahren (Klassen 5 bis 13) zum Abitur, in sechs (Klassen 5 bis 10) zum Mittleren Schulabschluss bzw. nach fünf (Klassen 5 bis 9) zur Berufsreife.

## Geschichte
Mit der IGS Remagen rundete der Landkreis Ahrweiler sein Bildungsangebot ab: Erstmals können Eltern ortsnah unter allen weiterführenden Schulformen des Landes Rheinland-Pfalz wählen. Zum Start der Schule im Sommer 2013 wurden 100 Schüler in die Klassenstufe 5 aufgenommen. Über die folgenden Jahre wuchs die Schule jeweils um eine Klassenstufe auf, bevor im Frühjahr 2022 erstmals die Allgemeine Hochschulreife als Schulabschluss verliehen werden wird.
Das Schulgebäude gehört der Stadt Remagen, die bis 2018 am Standort eine Realschule plus betrieben hatte.

## Pädagogisches Konzept
Um auf die vielfältigen Neigungen und Fähigkeiten der Schüler eingehen zu können, bietet die IGS Remagen im Bereich der Wahlpflichtfächer ein breites Angebot:
- 2. Fremdsprache Französisch oder Latein
- Darstellendes Spiel
- Kunst und visuelle Kommunikation
- Ökologie
- Sport und Gesundheit
- Technik

Die Fächer Kunst und visuelle Kommunikation und Technik wurden durch die Schulaufsichtsbehörde als schuleigenes Wahlpflichtfach für die Remagener Gesamtschule genehmigt; das Curriculum wird von Lehrkräften der Schule erstellt und kontinuierlich weiterentwickelt. Alle Wahlpflichtfächer sind auf die gymnasiale Oberstufe ausgerichtet. Als zweite Fremdsprache kann, sofern sie nicht ab Klasse 6 belegt wurde, ab Klasse 11 zwischen Latein und Spanisch gewählt werden.

## Erfolge
- 68. Europäischer Wettbewerb 2021: Beste Arbeit auf Bundesebene in der Kategorie Bild (Alesa Bujupi)[7]
- Bundeswettbewerb Fremdsprachen 2020: 1. Landespreis Klassen 8–10 Solo (Annalena Zils)[8]
- Englischwettbewerb The Big Challenge 2019: Landessieger Rheinland-Pfalz (Florian Ruckes)